# Zabárrula
Zabárrula es una aldea despoblada en las proximidades de Ezcaray, y perteneciente al término municipal de Ojacastro (La Rioja), dentro de la "Cuadrilla de Arrupia" y muy cercana a la aldea de "Matalturra", hoy en día también despoblada.
Hoy en día no quedan restos de lo que fue la aldea, excepto un pequeño refugio de montaña que sirve a senderistas y cazadores.

## Geografía
El despoblado se sitúa sobre los Montes de Ayago, en la sierra de la Demanda riojana, en un collado sobre los valles de Amunartia o Muraga y Coravia afluentes del río Oja, a unos 1.176 m s. n. m., en el hondón que se forma bajo el Cerro de las Hilarias. Su situación a gran altitud, y fuera del resguardo del valle sería uno de los principales motivos para su pronta despoblación.